# Ishinomaki, Miyagi
Ishinomaki (石巻市 Ishinomaki-shi) là thành phố thuộc tỉnh Miyagi, Nhật Bản. Tính đến ngày 1 tháng 10 năm 2020, dân số ước tính thành phố là 140.151 người và mật độ dân số là 250 người/km2. Tổng diện tích thành phố là 554,5 km2.

## Địa lý

### Đô thị lân cận
- Miyagi
  - Tome
  - Higashimatsushima
  - Wakuya
  - Misato
  - Onagawa
  - Minamisanriku

### Khí hậu
| Dữ liệu khí hậu của Ishinomaki, Miyagi   | Dữ liệu khí hậu của Ishinomaki, Miyagi | Dữ liệu khí hậu của Ishinomaki, Miyagi | Dữ liệu khí hậu của Ishinomaki, Miyagi | Dữ liệu khí hậu của Ishinomaki, Miyagi | Dữ liệu khí hậu của Ishinomaki, Miyagi | Dữ liệu khí hậu của Ishinomaki, Miyagi | Dữ liệu khí hậu của Ishinomaki, Miyagi | Dữ liệu khí hậu của Ishinomaki, Miyagi | Dữ liệu khí hậu của Ishinomaki, Miyagi | Dữ liệu khí hậu của Ishinomaki, Miyagi | Dữ liệu khí hậu của Ishinomaki, Miyagi | Dữ liệu khí hậu của Ishinomaki, Miyagi | Dữ liệu khí hậu của Ishinomaki, Miyagi |
| Tháng                                    | 1                                      | 2                                      | 3                                      | 4                                      | 5                                      | 6                                      | 7                                      | 8                                      | 9                                      | 10                                     | 11                                     | 12                                     | Năm                                    |
| ---------------------------------------- | -------------------------------------- | -------------------------------------- | -------------------------------------- | -------------------------------------- | -------------------------------------- | -------------------------------------- | -------------------------------------- | -------------------------------------- | -------------------------------------- | -------------------------------------- | -------------------------------------- | -------------------------------------- | -------------------------------------- |
| Cao kỉ lục °C (°F)                       | 15.2 (59.4)                            | 19.2 (66.6)                            | 20.7 (69.3)                            | 28.4 (83.1)                            | 30.7 (87.3)                            | 32.0 (89.6)                            | 35.6 (96.1)                            | 36.8 (98.2)                            | 34.0 (93.2)                            | 28.5 (83.3)                            | 23.7 (74.7)                            | 21.9 (71.4)                            | 36.8 (98.2)                            |
| Trung bình ngày tối đa °C (°F)           | 4.8 (40.6)                             | 5.6 (42.1)                             | 8.9 (48.0)                             | 14.1 (57.4)                            | 18.7 (65.7)                            | 21.9 (71.4)                            | 25.2 (77.4)                            | 27.0 (80.6)                            | 24.2 (75.6)                            | 19.1 (66.4)                            | 13.2 (55.8)                            | 7.3 (45.1)                             | 15.8 (60.5)                            |
| Trung bình ngày °C (°F)                  | 1.0 (33.8)                             | 1.6 (34.9)                             | 4.6 (40.3)                             | 9.6 (49.3)                             | 14.5 (58.1)                            | 18.3 (64.9)                            | 21.9 (71.4)                            | 23.6 (74.5)                            | 20.5 (68.9)                            | 15.0 (59.0)                            | 8.9 (48.0)                             | 3.4 (38.1)                             | 11.9 (53.4)                            |
| Tối thiểu trung bình ngày °C (°F)        | −2.2 (28.0)                            | −2.0 (28.4)                            | 0.5 (32.9)                             | 5.4 (41.7)                             | 11.0 (51.8)                            | 15.5 (59.9)                            | 19.5 (67.1)                            | 21.1 (70.0)                            | 17.4 (63.3)                            | 10.9 (51.6)                            | 4.6 (40.3)                             | 0.0 (32.0)                             | 8.5 (47.3)                             |
| Thấp kỉ lục °C (°F)                      | −14.6 (5.7)                            | −13.1 (8.4)                            | −10.3 (13.5)                           | −5.0 (23.0)                            | −0.1 (31.8)                            | 5.7 (42.3)                             | 8.3 (46.9)                             | 11.5 (52.7)                            | 6.2 (43.2)                             | −0.7 (30.7)                            | −4.6 (23.7)                            | −10.5 (13.1)                           | −14.6 (5.7)                            |
| Lượng Giáng thủy trung bình mm (inches)  | 38.8 (1.53)                            | 31.0 (1.22)                            | 72.4 (2.85)                            | 86.1 (3.39)                            | 96.8 (3.81)                            | 110.6 (4.35)                           | 145.7 (5.74)                           | 115.8 (4.56)                           | 151.6 (5.97)                           | 137.9 (5.43)                           | 61.9 (2.44)                            | 42.8 (1.69)                            | 1.091,3 (42.96)                        |
| Lượng tuyết rơi trung bình cm (inches)   | 17 (6.7)                               | 16 (6.3)                               | 9 (3.5)                                | 1 (0.4)                                | 0 (0)                                  | 0 (0)                                  | 0 (0)                                  | 0 (0)                                  | 0 (0)                                  | 0 (0)                                  | 1 (0.4)                                | 8 (3.1)                                | 51 (20)                                |
| Số ngày giáng thủy trung bình (≥ 1.0 mm) | 4.6                                    | 4.9                                    | 7.3                                    | 8.3                                    | 9.0                                    | 9.4                                    | 11.8                                   | 9.2                                    | 9.8                                    | 8.0                                    | 6.1                                    | 5.5                                    | 93.9                                   |
| Số ngày tuyết rơi trung bình (≥ 1 cm)    | 5.0                                    | 4.1                                    | 2.1                                    | 0.2                                    | 0                                      | 0                                      | 0                                      | 0                                      | 0                                      | 0                                      | 0.1                                    | 2.8                                    | 14.3                                   |
| Độ ẩm tương đối trung bình (%)           | 71                                     | 69                                     | 67                                     | 68                                     | 74                                     | 80                                     | 84                                     | 82                                     | 80                                     | 76                                     | 73                                     | 73                                     | 75                                     |
| Số giờ nắng trung bình tháng             | 163.8                                  | 164.6                                  | 184.5                                  | 193.4                                  | 196.0                                  | 157.4                                  | 140.1                                  | 161.9                                  | 137.3                                  | 151.5                                  | 150.0                                  | 146.2                                  | 1.946,7                                |
| Nguồn: Cục Khí tượng Nhật Bản            |                                        |                                        |                                        |                                        |                                        |                                        |                                        |                                        |                                        |                                        |                                        |                                        |                                        |

| Dữ liệu khí hậu của Monou, Ishinomaki    | Dữ liệu khí hậu của Monou, Ishinomaki | Dữ liệu khí hậu của Monou, Ishinomaki | Dữ liệu khí hậu của Monou, Ishinomaki | Dữ liệu khí hậu của Monou, Ishinomaki | Dữ liệu khí hậu của Monou, Ishinomaki | Dữ liệu khí hậu của Monou, Ishinomaki | Dữ liệu khí hậu của Monou, Ishinomaki | Dữ liệu khí hậu của Monou, Ishinomaki | Dữ liệu khí hậu của Monou, Ishinomaki | Dữ liệu khí hậu của Monou, Ishinomaki | Dữ liệu khí hậu của Monou, Ishinomaki | Dữ liệu khí hậu của Monou, Ishinomaki | Dữ liệu khí hậu của Monou, Ishinomaki |
| Tháng                                    | 1                                     | 2                                     | 3                                     | 4                                     | 5                                     | 6                                     | 7                                     | 8                                     | 9                                     | 10                                    | 11                                    | 12                                    | Năm                                   |
| ---------------------------------------- | ------------------------------------- | ------------------------------------- | ------------------------------------- | ------------------------------------- | ------------------------------------- | ------------------------------------- | ------------------------------------- | ------------------------------------- | ------------------------------------- | ------------------------------------- | ------------------------------------- | ------------------------------------- | ------------------------------------- |
| Cao kỉ lục °C (°F)                       | 11.9 (53.4)                           | 17.8 (64.0)                           | 23.4 (74.1)                           | 29.6 (85.3)                           | 32.1 (89.8)                           | 31.9 (89.4)                           | 35.3 (95.5)                           | 37.2 (99.0)                           | 34.1 (93.4)                           | 29.1 (84.4)                           | 22.0 (71.6)                           | 17.7 (63.9)                           | 37.2 (99.0)                           |
| Trung bình ngày tối đa °C (°F)           | 4.7 (40.5)                            | 5.7 (42.3)                            | 10.8 (51.4)                           | 15.8 (60.4)                           | 21.4 (70.5)                           | 23.8 (74.8)                           | 27.3 (81.1)                           | 29.2 (84.6)                           | 25.7 (78.3)                           | 19.8 (67.6)                           | 13.4 (56.1)                           | 6.9 (44.4)                            | 17.0 (62.7)                           |
| Trung bình ngày °C (°F)                  | 0.3 (32.5)                            | 0.9 (33.6)                            | 4.9 (40.8)                            | 9.8 (49.6)                            | 15.8 (60.4)                           | 19.3 (66.7)                           | 22.9 (73.2)                           | 24.4 (75.9)                           | 20.7 (69.3)                           | 14.4 (57.9)                           | 8.0 (46.4)                            | 2.4 (36.3)                            | 12.0 (53.6)                           |
| Tối thiểu trung bình ngày °C (°F)        | −4.3 (24.3)                           | −4.1 (24.6)                           | −0.8 (30.6)                           | 3.7 (38.7)                            | 11.0 (51.8)                           | 15.6 (60.1)                           | 19.7 (67.5)                           | 21.1 (70.0)                           | 16.7 (62.1)                           | 9.4 (48.9)                            | 2.7 (36.9)                            | −1.8 (28.8)                           | 7.4 (45.4)                            |
| Thấp kỉ lục °C (°F)                      | −15.8 (3.6)                           | −17.2 (1.0)                           | −6.6 (20.1)                           | −3.1 (26.4)                           | 3.9 (39.0)                            | 8.0 (46.4)                            | 13.3 (55.9)                           | 12.9 (55.2)                           | 6.8 (44.2)                            | 0.4 (32.7)                            | −5.3 (22.5)                           | −10.6 (12.9)                          | −17.2 (1.0)                           |
| Lượng Giáng thủy trung bình mm (inches)  | 32.1 (1.26)                           | 25.7 (1.01)                           | 75.1 (2.96)                           | 101.0 (3.98)                          | 88.1 (3.47)                           | 92.9 (3.66)                           | 128.7 (5.07)                          | 114.9 (4.52)                          | 147.8 (5.82)                          | 141.3 (5.56)                          | 48.2 (1.90)                           | 42.7 (1.68)                           | 1.042,9 (41.06)                       |
| Số ngày giáng thủy trung bình (≥ 1.0 mm) | 5.1                                   | 5.8                                   | 6.4                                   | 8.7                                   | 9.0                                   | 8.6                                   | 10.4                                  | 11.0                                  | 10.3                                  | 8.3                                   | 6.3                                   | 6.4                                   | 96.3                                  |
| Nguồn: Cục Khí tượng Nhật Bản            |                                       |                                       |                                       |                                       |                                       |                                       |                                       |                                       |                                       |                                       |                                       |                                       |                                       |